# Gasteropelecus maculatus
Gasteropelecus maculatus es una especie de peces de la familia Gasteropelecidae en el orden de los Characiformes.

## Morfología
Los machos pueden llegar alcanzar los 6,4 cm de longitud total.

## Alimentación
Come pequeños crustáceos,  larvas y mosquitos.

## Hábitat
Es un pez de agua dulce y de clima tropical (22 °C-28 °C).

## Distribución geográfica
Se encuentran en América: desde el este de Panamá hasta el oeste de Colombia.